# Laurence Godfrey
Laurence Paul Godfrey (conocido como Larry Godfrey; Bristol, 9 de junio de 1976) es un deportista británico que compitió en tiro con arco, en la modalidad de arco recurvo.
Ganó dos medallas en el Campeonato Mundial de Tiro con Arco al Aire Libre, en los años 2007 y 2011, y dos medallas de plata en el Campeonato Europeo de Tiro con Arco al Aire Libre, en los años 2004 y 2016.
Participó en tres Juegos Olímpicos de Verano, entre los años 2004 y 2012, ocupando el cuarto lugar en Londres 2012, en la prueba individual.

## Palmarés internacional
| Campeonato Mundial al Aire Libre | Campeonato Mundial al Aire Libre | Campeonato Mundial al Aire Libre | Campeonato Mundial al Aire Libre |
| Año                              | Lugar                            | Medalla                          | Prueba                           |
| -------------------------------- | -------------------------------- | -------------------------------- | -------------------------------- |
| 2007                             | Leipzig (Alemania)               | Medalla de plata                 | Equipo                           |
| 2011                             | Turín (Italia)                   | Medalla de bronce                | Equipo mixto                     |
| Campeonato Europeo al Aire Libre |                                  |                                  |                                  |
| Año                              | Lugar                            | Medalla                          | Prueba                           |
| 2004                             | Bruselas (Bélgica)               | Medalla de plata                 | Equipo                           |
| 2016                             | Nottingham (Reino Unido)         | Medalla de plata                 | Equipo                           |